# 작업 전극
전기화학에서 작업 전극(영어: Working electrode)은 관심 있는 화학 반응이 일어나는 전기화학 시스템 내의 전극이다. 작업 전극은 종종 보조 전극 및 기준 전극과 함께 삼전극 시스템에서 사용된다. 전극에서 일어나는 반응이 환원인지 산화인지에 따라 작업 전극은 각각 캐소드 또는 애노드로 불린다. 일반적인 작업 전극은 금 또는 백금과 같은 귀금속부터 유리 탄소, 붕소가 도핑된 다이아몬드 또는 열분해 탄소와 같은 불활성 탄소, 그리고 수은 방울 및 필름 전극에 이르는 재료로 구성될 수 있다. 화학적으로 개질된 전극은 유기 및 무기 샘플 모두의 분석에 사용된다.

## 특수 유형
- 초미세 전극 (UME)
- 회전 디스크 전극 (RDE)
- 회전 링 디스크 전극 (RRDE)
- 매달린 수은 방울 전극 (HMDE)
- 떨어지는 수은 전극 (DME)

## 같이 보기
- 보조 전극
- 화학 전지
- 전기화학
- 전극 전위
- 전기합성
- 기준 전극
- 볼타메트리